# 大谷長
大谷長（おおたに まさる、1911年10月19日-1999年12月1日）は、日本のキェルケゴール研究者。
京都市出身。1936年東京帝国大学文学部哲学科卒、1940年京都帝国大学大学院修了。1962年「キエルケゴールに於ける授受の弁証法」で京都大学文学博士。大阪外国語大学助教授、61年教授(デンマーク語)。77年定年退官、名誉教授、大阪樟蔭女子大学教授。1964年第一回田辺賞受賞。デンマーク・ダンネプロ・ナイト勲爵士。初期には西辺利仙の名で小説も書いた。

## 著書
- 『天使の歔欷 小説』西辺利仙 人文書院 1939
- 『蝶々のおもひ』西辺利仙 清墓社 1943
- 『キルケゴールに於ける授受の弁証法』弘文堂 1953
- 『キェルケゴールにおける真理と現実性』創文社 1963
- 『キェルケゴールにおける自由と非自由』創文社 1977
- 『大谷長著作集』全5巻 大屋憲一、尾崎和彦、國井哲義、佐藤幸治、桝形公也、山下秀智、山本邦子編 創言社

第1巻 キェルケゴールに於ける授受の弁証法 2003
第2巻 キェルケゴールにおける真理と現実性 2001
第3巻 キェルケゴールにおける自由と非自由 2003
第4-5巻 2006
共編
- 『キェルケゴールと日本の仏教・哲学』大屋憲一共編 東方出版 1992

### 翻訳
- 『キェルケゴオル選集 別巻 許嫁への手紙』人文書院 1948
- 『キエルケゴオル選集 第13巻 日記』人文書院 1949
- 『キェルケゴオル選集 第8巻 哲学屑』人文書院 1949
- 聖アウグスティヌス『真の宗教に就て』ヴェリタス書院 1950
- キルケゴール『婚約』三笠文庫 1953
- 『キルケゴール選集 第3巻 哲学的断片』創元文庫 1954
- ツェラー『ギリシャ哲学史綱要』未来社 1955
- W.ラウリー『キェルケゴール小伝』創文社 1958
- ヨハネス・ホーレンベーヤ『セーレン・キェルケゴール伝』共訳 ミネルヴァ書房 1967
- ヘルマン・ディーム『キェルケゴールの実存弁証法』佐々木一義共訳 創言社 1969
- H.P.ローゼ『キェルケゴールの行路における謎の諸段階』東海大学出版会 1977
- ニェルス・トゥルストルプ『キェルケゴールのヘーゲルへの関係』山下秀智、細谷昌志・枡形公也共訳 東方出版 1980
- フリチオフ・ブラント『七つのキェルケゴール研究』東海大学出版会 東海選書 1981
- G.マランチュク『キェルケゴールの弁証法と実存』東方出版 1984
- 『キェルケゴール著作全集 原典訳記念版 第14巻 我が著作家=活動に対する視点・我が著作家=活動について・金曜日の聖餐式における二つの談話』創言社 1988
- 『キェルケゴール著作全集 原典訳記念版 第12巻 野の百合と空の鳥・二つの倫理的-宗教的小=論文 「大祭司」-「取税人」-「罪の女」』創言社 1990
- 『キェルケゴール著作全集 原典訳記念版 第8巻 仮想された機会での三つの談話・文学批評・或る女優の生涯における危機と或る危機』創言社 1992
- 『キェルケゴール著作全集 原典訳記念版 第1巻 これかーあれか 第1部』太田早苗共訳 創言社 1994
- 『キェルケゴール著作全集 原典訳記念版 第2巻 これかーあれか 第2部』渡辺裕子,近藤英彦共訳 創言社 1995
- 『キェルケゴール著作全集 原典訳記念版 第4巻 人生行路の諸段階 前半』国井哲義共訳 創言社 1996
- F.J.ビレスコウ=ヤンセン『キェルケゴール セーレン・キェルケゴールの生涯と思想への手引き』創言社 1997
- 『キェルケゴール著作全集 原典訳記念版 第5巻 人生行路の諸段階 後半』山本邦子共訳 創言社 1997
- 『キェルケゴール著作全集 原典訳記念版 第15巻 これは言われねばならない、それだから今それを言うことにする /官公キリスト教についてキリストの裁き給うこと /神の不変性』創言社 2000
- 『キェルケゴール著作全集 原典訳記念版 第9巻 種々の精神での建徳的談話』藤木正三共訳 創言社 2002
- 『キェルケゴール著作全集 原典訳記念版 第3巻 下 不安の概念』創言社 2010

### 記念論文集
- 『キェルケゴール デンマークの思想と言語』大谷長博士古稀記念論集刊行会編 東方出版 1982

## 論文
- CiNii>大谷長